# Eutrichota lipsia
Eutrichota lipsia este o specie de muște din genul Eutrichota, familia Anthomyiidae. A fost descrisă pentru prima dată de Walker în anul 1849. Conform Catalogue of Life specia Eutrichota lipsia nu are subspecii cunoscute.